# Scones

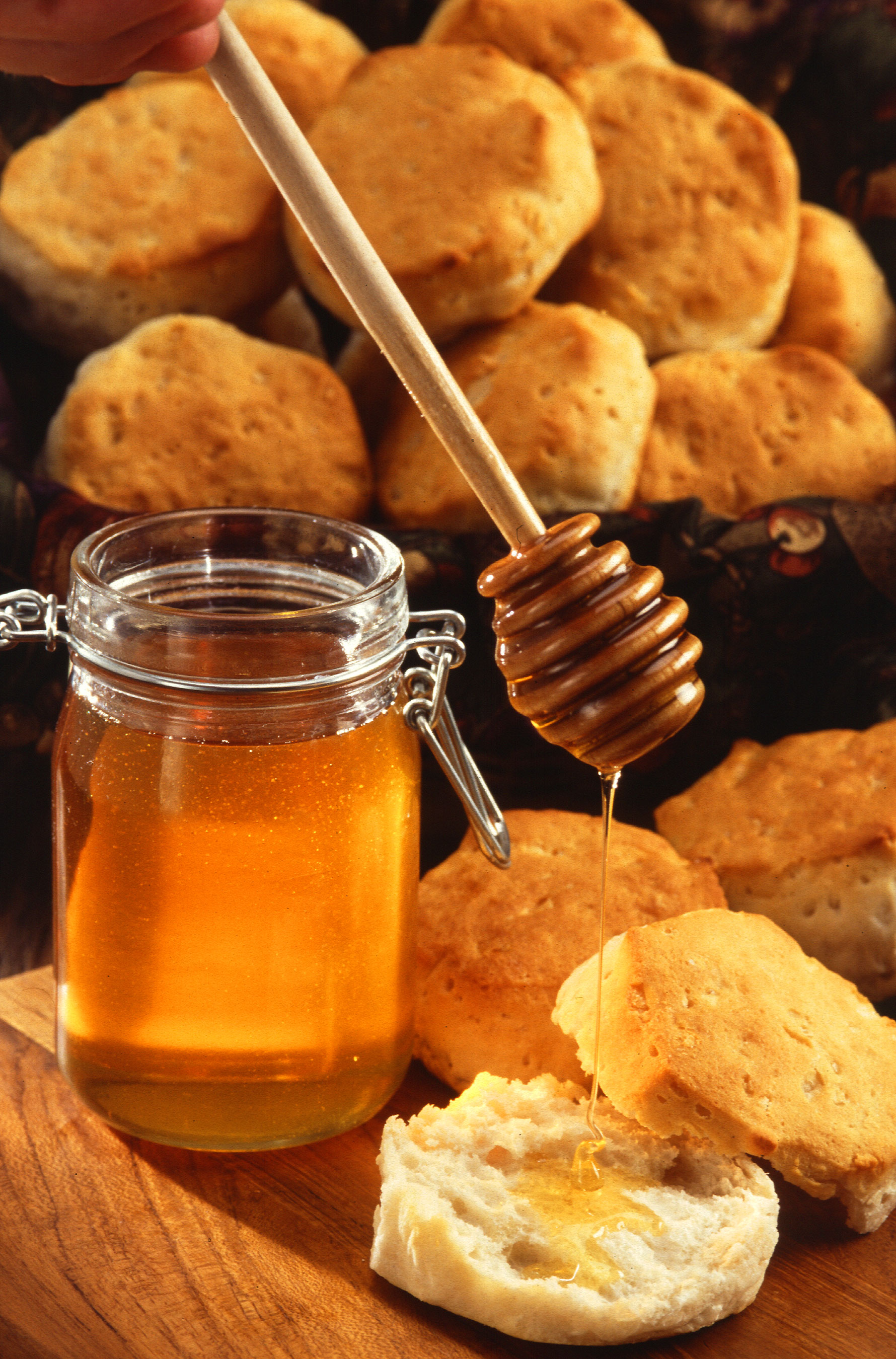
Scones med honung.

Scones (uttal på svenska och engelska skɔns) är ett bakverk i form av ett slags små bullar, vars grundvariant har ingredienserna mjöl, salt, bakpulver, smör eller margarin samt mjölk eller filmjölk. Bakverket kommer från Storbritannien och har sitt ursprung i Skottland. Vanligen används vetemjöl men havremjöl är ett alternativ. Det kan vidare smaksättas med exempelvis russin, bär, dadlar, mindre chokladbitar, kanel, vallmofrön eller ibland ost.
Färdigbakade scones äts ofta med honung, sylt, marmelad, lemon curd, smält smör, färskost eller clotted cream alternativt vispad grädde. Till scones dricks traditionellt te. 
I Sverige kan scones bakas som en rund platta, som naggas med en gaffel och skärs helt igenom i fyra kvartsbitar. När brödet är färdigbakat bryts det i fyra delar, vilka i sin tur delas i en ovansida och en undersida.
I Skottland finns det scones gjorda på potatismjöl, som äts till frukost med korv.